# Сергіївка (Девладівська сільська громада)
Се́ргіївка — село в Україні, в Девладівській сільській громаді Криворізького району Дніпропетровської області. Населення — 759 мешканців.

## Географія
Село Сергіївка знаходиться на березі річки Саксагань (в основному на лівому березі), вище за течією на відстані 2,5 км розташоване село Ордо-Василівка, нижче за течією на відстані 3 км розташоване село Кам'яне Поле. Поруч проходять автомобільна дорога Т 0434 і залізниця, станція Кам'яне Поле за 1,5 км.
У селі річка Балка Петина впадає у річку Саксагань.

## Історія
За даними на 1859 рік у власницькому селі Сергіївка  (Голиніна) Верхньодніпровського повіту Катеринославської губернії налічувалось 114 дворових господарств, в яких мешкало 751 особа (374 чоловічої статі та 377 — жіночої).
Станом на 1886 рік у селі Ордо-Василівської волості було 112 дворів, в яких мешкало 808 осіб, існувала лавка.
За переписом 1897 року кількість мешканців зросла до 1193 осіб (607 чоловічої статі та 586 — жіночої), з яких 1151 — православної віри.
У 1908 році кількість мешканців (разом з хутором Водяний) зросла до 1307 осіб (689 чоловік та 618 жінок), налічувалось 252 дворових господарства.

## Населення

### Мова
Розподіл населення за рідною мовою за даними перепису 2001 року:
| Мова            | Кількість | Відсоток |
| --------------- | --------- | -------- |
| українська      | 737       | 97.10%   |
| російська       | 19        | 2.51%    |
| білоруська      | 1         | 0.13%    |
| румунська       | 1         | 0.13%    |
| інші/не вказали | 1         | 0.13%    |
| Усього          | 759       | 100%     |

## Об'єкти соціальної сфери
- Школа.
- Фельдшерсько-акушерський пункт.